# Marija Vojskovič
Marija Vojskovič, slovenska mladinska pisateljica, * 25. oktober 1915, Ljubljana, Slovenija, † 22. marec 1997, Maribor.

## Življenje
Marija Vojskovič je živela v Ljubljani, kamor se je leta 1915 zaradi vojne preselila njena družina. Mati je bila tržaška Slovenka, oče pa je bil po rodu iz Istre, pod Avstrijo železničar v Trstu.
Končala je devetletno trgovsko šolo v Ljubljani. Zaposlena je bila pri mestni davčni upravi. Po drugi svetovni vojni je delala kot korespondentka za nemški in italijanski jezik v zunanji trgovini. Po letu 1971 je kot upokojenka živela v Mariboru, kjer se je do svoje smrti posvečala pisateljevanju.
Umrla je spomladi leta 1997.

## Delo
Znana je predvsem po črticah in spominski prozi, napisala pa je tudi roman z naslovom V volčji koži (1997). Sprva je objavljala v reviji Sodobnost, literarni prodor pa ji je uspel z zbirko kratkih črtic Tržačani (1986). Njeno pisanje odlikuje veristično neposreden in blago humoren slog, ki se je posebno slikovito izrazil v knjigi o pretresljivih usodah žensk z naslovom Ženski zaliv (1992). V delu Hiša št. 15 (1988) je s humorno iskrivostjo izrisala like stare Ljubljane med prvo in drugo svetovno vojno. Zbirka zgodb Ajčkin čas je izšla po njeni smrti (1997).

## Dela

### Proza
- Mi smo od tam … (1986)
- Hiša št. 15 (1988) (COBISS)
- Ljubi znanci (1995) (COBISS)
- Ajčkin čas (1997) (COBISS)
- troje novel v reviji Sodobnost (1. XII št. 1-9. XVII št.3)

### Roman
- V volčji koži (1997) (COBISS)

### Črtice
- dvaindvajset črtic v Delu (1958-1962)
- Tržačani (1986) (COBISS)
- Ženski zaliv (1992) (COBISS)
- devet črtic v Novih obzorjih, Obzorniku in reviji Otrok in družina

### Članki
- Jure ima prijatelje (1989) (COBISS)
- Sestri (1989) (COBISS)
- Prvotno besedilo življenja iz skrinje spominov: z letošnjo Levstikovo nagrajenko (1990) (COBISS)
- Limuncini (1991) (COBISS)
- Preprosta ljubezen (1991) (COBISS)
- Naš prijatelj Matija (1991) (COBISS)
- Kristina (1991) (COBISS)
- Žena za Peregrina (1992) (COBISS)
- Srečanja z Ivanom Mrakom (1992) (COBISS)
- Tako je bilo (1993) (COBISS)

## Nagrade
- Levstikova nagrada (1989)